# Palazzo Giacomo Spinola

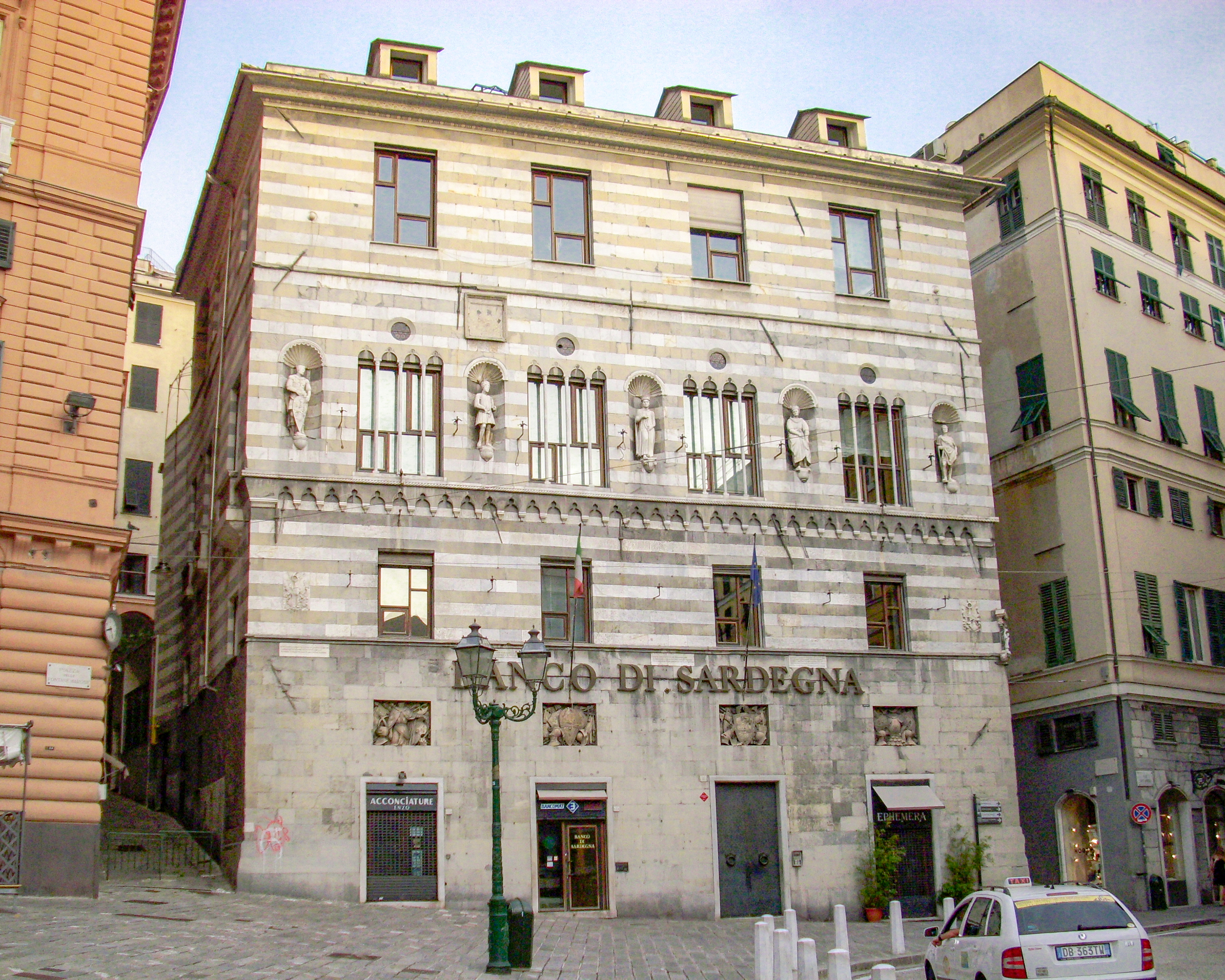
Palazzo Giacomo Spinola

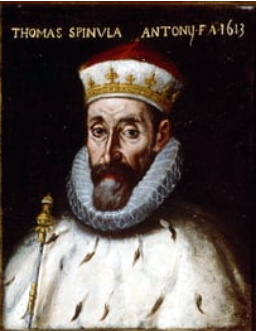
Doge Tomaso Spinosa baute den Palast 1614 aus

Der Palazzo Giacomo Spinola ist ein Stadtpalast in Genua, der Teil des Welterbes der UNESCO „Genoa: Le Strade Nuove and the system of the Palazzi dei Rolli“ (deutsch: Genua: Le Strade Nuove und die Palazzi dei Rolli) ist. Das Gebäude liegt an der Piazza Fontane Marose 6.

## Geschichte
Der Palast wurde für Giacomo Spinola 1445–1459 nach dem Abriss einer vorangehenden Bebauung, zu der auch aufgegebene Befestigungsanlagen der Stadtmauer gehörten, auf mehreren Grundstücken errichtet. Er lag damals im Randbereich der städtischen Bebauung in der Nähe der Porta di Santa Caterina. Im 16. Jahrhundert wurde der Palast durch das Einbeziehen eines Nachbargebäudes in der Via San Sebastiano erweitert. Seinen prächtigsten Ausbau erfuhr er aber 1614 unter dem Literaten Tomaso Spinola (1557–1631), der von 1613 bis 1615 Doge von Genua war. Noch zu Beginn des 19. Jahrhunderts befand sich der Palast im Eigentum der Familie Spinola.
Eine wesentliche Veränderung ergab sich, als in der Mitte des 19. Jahrhunderts der vor dem Gebäude liegende Platz komplett umgestaltet und tiefer gelegt wurde. Das ermöglichte es, im Bereich des bisherigen Kellers Geschäfte einzubauen. Um den dadurch übermächtig wirkenden Sockelbereich optisch etwas ansehnlicher zu gestalten, wurden Basreliefplatten über den Öffnungen des Erdgeschosses eingefügt. Ende des 19. Jahrhunderts befand sich das Gebäude in der Hand der Familie Migone, die es zu einem Mietshaus umbaute.
Als einer der Palazzi dei Rolli war der Palazzo Giacomo Spinola in allen fünf Rolli von 1576 bis 1664 eingetragen. Nach deren Klassifizierung, den „bussoli“, wechselte er dabei jedes Mal die Klasse. (Zu den Einzelheiten dieser Eintragungen vergleiche hier.)

## Gebäude

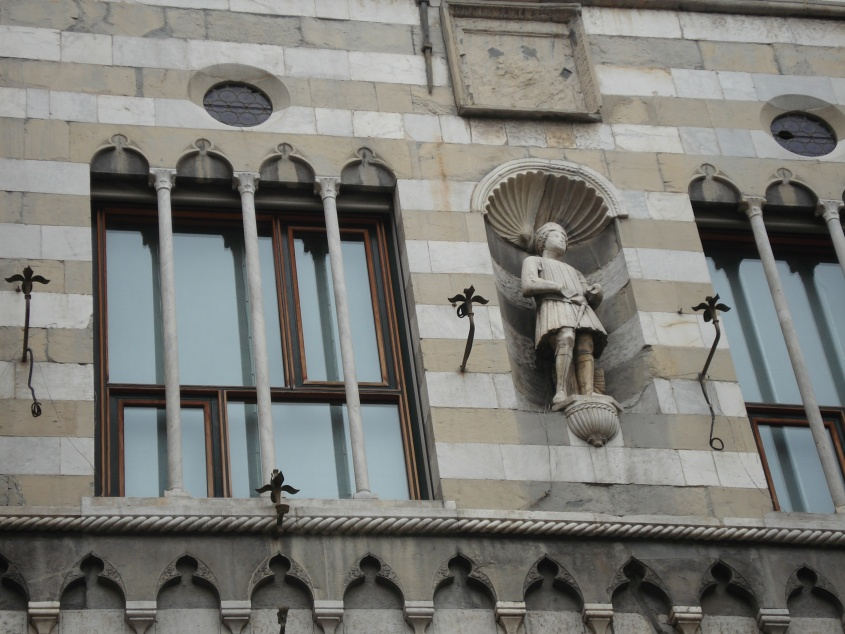
Fassadendetail

Der Stadtpalast ist einer der ältesten in Genua, entstand am Übergang der Gotik zur Renaissance und war der erste, der auf das Konzept einer axialen Anordnung von Eingangsbereich, Hof und Garten setzte, eine Konzeption, die später zum Standard wurde.
Über einem Sockel aus mächtigen Quadern, der die Höhe des gesamten Erdgeschosses einnimmt, dominieren streifenförmig verlegte rötliche und gelbliche Steinlagen die Fassade. Das Piano nobile befindet sich im zweiten Stock. Dessen vier Fensterachsen begrenzen fünf Nischen, in denen Marmorstatuen berühmter Familienmitglieder stehen, von denen drei (die erste, zweite und vierte von links) von Domenico Gagini ausgeführt wurden.
Ende des 19. Jahrhunderts wurde das oberste Geschoss hinzugefügt. Die vier vierfach gekuppelten Fenster sind Rekonstruktionen vom Anfang des 20. Jahrhunderts durch den Denkmalpfleger Alfredo d’Andrade und den Architekten Marco Aurelio Crotta, nachdem die Originale im 16. Jahrhundert einer Modernisierung zum Opfer gefallen waren.
Das Gebäude beherbergt heute die Niederlassung der Banco di Sardegna in Genua, die Einbauten aus der Zeit, als das Gebäude als Mietshaus genutzt wurde, wieder entfernen ließ und zum Teil den ursprünglichen Zustand wiederherstellte.